# Sobat
Der Sobat ist ein etwa 350 km langer Nebenfluss des Weißen Nil in Südsudan.

## Geografie
Mit seinem längsten Quellfluss erreicht der Sobat eine Länge von etwa 740 km. Das Einzugsgebiet wird mit Werten zwischen 225.000 und 247.000 km² (vereinzelt auch über 430.000 km²) angegeben. Sein Quellgebiet liegt im äthiopischen Hochland im Südwesten Äthiopiens und wird auch oft als Baro–Akobo river basin bezeichnet. Die Hauptwassermenge stammt aus dem Baro, der nach dem Zusammenfluss mit dem Pibor an der Grenze von Äthiopien zu Südsudan zum Sobat wird.
Der Hauptzufluss in Äthiopien heißt auch Baro Wenz, das Mündungsgebiet des Pibor heißt Nahr Baru. Der Sobat fließt in nordwestlicher Richtung durch den Südsudan und mündet südöstlich von Malakal bei Doleib Hill in den Weißen Nil. Er ist während der Flutsaison den Baro hinauf bis Gambela in Äthiopien schiffbar. Der größte Ort am Sobat ist Nasir. Als linke Nebenflüsse sind der Nyanding und Thui zu nennen.

## Hydrometrie
Nach der sommerlichen Hauptregenzeit im äthiopischen Hochland führt der Sobat dem Weißen Nil (Bahr el Abiad) mit rund 7,45 Mrd. m³ rund 55 % seines Jahresabflusses (13,5 Mrd. m³) allein in den Monaten September bis Dezember zu.
Durchschnittliche monatliche Durchströmung des Sobat gemessen an der hydrologischen Station von Doleib Hill, etwa 8 km oberhalb der Mündung in m³/s (1905–1983).
Der Pibor bringt aus dem Süden bis kurz vor der Mündung des Akobo, einem Nebenfluss des Pibor, nur gut 30 m³/s Wasser zum Sobat. Allerdings bringt der Akabo nur wenige Kilometer weiter von Osten aus dem äthiopischen Hochland bereits knapp 90 m³/s zum Abfluss. Entsprechend fließen an dem zirka 80 km in aridem und fachem Gebiet weiter liegenden Zusammenfluss mit dem Baro gut 100 m³/s. Hinzu kommt noch der Abfluss des Flusses Gilo mit weiteren 100 m³/s. Der ebenfalls aus dem Osten kommende Baro, hat allerdings am Zusammenfluss den höchsten Abfluss von 300 m³/s.

## Konflikte
Der Fluss ist für viele Dörfer die wichtigste Transportverbindung. Anfang Juni 2009 griff eine bewaffnete Gruppe der lokalen Jikani-Nuer 27 im Konvoi fahrende Boote an, die von Soldaten der SPLA begleitet wurden und Nahrungsmittelhilfe des WFP von Nasir nach Akobo transportieren sollten. Es gab Tote und Verwundete. In den Monaten zuvor kam es zu mehreren bewaffneten Auseinandersetzungen zwischen den befeindeten Nuer-Volksgruppen Lou und Jikani. Die Schießereien haben als traditionelle Ursache die Rache von Viehdiebstählen.